# Quan hệ sản xuất
Quan hệ sản xuất là một khái niệm được Karl Marx và Friedrich Engels sử dụng trong lý thuyết của họ về chủ nghĩa duy vật lịch sử để chỉ mối quan hệ giữa người với người trong quá trình sản xuất (sản xuất và tái sản xuất xã hội). Đây là một trong những biểu hiện của quan hệ xã hội, giữ vai trò xuyên suốt trong quan hệ xã hội vì quan hệ sản xuất là quan hệ đầu tiên, quyết định những quan hệ khác. Quan hệ sản xuất gồm 3 mặt:
- Quan hệ sở hữu đối với tư liệu sản xuất
- Quan hệ tổ chức lao động sản xuất
- Quan hệ phân phối sản phẩm lao động